# Liste der Naturdenkmäler im Bezirk Wiener Neustadt-Land
Die Liste der Naturdenkmäler im Bezirk Wiener Neustadt-Land enthält die Naturdenkmäler im Bezirk Wiener Neustadt-Land.

## Naturdenkmäler
| Foto |                 | Name                                                                         | ID      | Standort | Beschreibung | Fläche | Datum      |
| ---- | --------------- | ---------------------------------------------------------------------------- | ------- | --- | --- | ------ | ---------- |
| 1    | Datei hochladen | 3 natürliche und künstliche Hohlräume beim Thermalbad                        | WB-111  | Bad Fischau-Brunn KG: Bad Fischau GrStNr: 443/10; 138/1; 176; 174/1; 177/3; 443/8; 443/10; 443/16 Standort | Die Naturräume (Katasternummer 1864/25) im Konglomerat wurden durch den Bau eines Luftschutzstollens aufgeschlossen. Einer dieser Räume führt zu einer episodischen Thermalquelle. |        | 25.08.1997 |
| 1    | Datei hochladen | 8 Schwarzkiefern                                                             | WB-093  | Bad Fischau-Brunn KG: Bad Fischau GrStNr: 434/651; 434/307; 434/308; 434/550 Standort | Anmerkung: lt. Fläwi ND auf Gst. 434/288 (Position dort) |        | 03.11.1986 |
| 1    | Datei hochladen | 1 Speierling                                                                 | WB-050  | Bad Fischau-Brunn KG: Brunn a.d. Schneebergbahn GrStNr: 599/1 Standort | |        | 09.01.1953 |
| 1    | Datei hochladen | 1 Schwarzföhre                                                               | WB-042  | Bad Fischau-Brunn KG: Brunn a.d. Schneebergbahn GrStNr: 747 Standort | Schwarzföhre an einem Felshang gelegen, besondere Verwurzelung im Gestein. 1951 unter Schutz gestellt.Anmerkung: Im FläWi grundstücksgenau (Waldparzelle) |        | 22.10.1951 |
| 1    | Datei hochladen | Trockenrasen                                                                 | WB-086  | Bad Fischau-Brunn KG: Brunn an der Schneebergbahn GrStNr: 457; 528/3; 528/13 Standort | |        | 11.07.1980 |
| 1    | Datei hochladen | Trockenrasen                                                                 | WB-102  | Bad Fischau-Brunn KG: Brunn an der Schneebergbahn GrStNr: 528/10 Standort | |        | 19.12.1990 |
| 1    | Datei hochladen | 3 Thermalquellen Bad Fischau (sowie d. Bachgerinne d. Fischabaches)          | WB-082  | Bad Fischau-Brunn KG: Bad Fischau GrStNr: 125; 132/1; 1354/2; 1399/2; 130/3; 1354/1 Standort | |        | 11.02.1997 |
| 1    | Datei hochladen | Dolomitfelsgruppe „Hängender Stein“                                          | WB-065  | Bad Fischau-Brunn KG: Brunn a.d. Schneebergbahn GrStNr: 706 Standort | Anmerkung: Im FläWi grundstücksgenau (Waldparzelle) |        | 22.02.1961 |
| 0 BW |                 | Eisensteinhöhle – Umgebung des Einganges                                     | WB-H-13 | Bad Fischau-Brunn KG: Brunn an der Schneebergbahn GrStNr: 527/6 Standort | |        | 09.02.1968 |
| 1    |                 | Eisensteinhöhle                                                              | WB-H-12 | Bad Fischau-Brunn KG: Brunn an der Schneebergbahn GrStNr: 527/2 Standort | |        | 05.07.1966 |
| 0 BW | Datei hochladen | 1 Sommerlinde                                                                | WB-080  | Bromberg KG: Schlatten GrStNr: 520/2 Standort | |        | 30.10.1973 |
| 1    | Datei hochladen | 3 Rotbuchen                                                                  | WB-015  | Bromberg KG: Schlatten GrStNr: 2100 Standort | |        | 17.11.1926 |
| 1    | Datei hochladen | Fischa-Ursprung/Vorkommen von Quellschnecken                                 | WB-118  | Ebenfurth KG: Haschendorf GrStNr: 315; 369/2; 369/3; 370 Standort | Fischa-Quelle mit intakter Holzbeschlachtung, Vorkommen der Quellschnecke Belgrandiella pelerei |        | 05.12.2000 |
| 1    | Datei hochladen | Sommer-Feenkrebse und Trockenrasen                                           | WB-119  | Eggendorf KG: Obereggendorf GrStNr: 838; 839 Standort | Vegetationsstreifen beidseitig des Wr. Neustädter Kanals, einschließlich des Feldweges in dessen Fahrrinnen der Sommer-Feenkrebs (Branchipus schaefferi), ein Kiemenfüßer, temporär vorkommt. |        | 07.06.2010 |
| 1    | Datei hochladen | Alta-Quelle (Höllerloch)                                                     | WB-025  | Bad Erlach KG: Brunn bei Pitten GrStNr: 171/2 Standort | Die Altaquelle (Katasternummer 2871/1, auch Höllenloch, Höllerloch, Teufelsloch) ist eine rund 255 m lange episodisch wasserführende Höhle im Triaskalk. Sie wurde als Keller verwendet und künstlich verändert. Der Höhlenbach wurde auf seine Nutzbarkeit für die I. Wiener Hochquellenleitung (um 1865) geprüft, eine Anbindung dann aber verworfen. Als Grund dafür wird die stark schwankende Schüttung, die durch die Anlage von Werkskanälen in der Umgebung noch weiter zurückgegangen ist, vermutet.Anmerkung: Der Eingang zur Quelle befindet sich auf Privatgrund |        |            |
| 0    |                 | Türkeneiche                                                                  | WB-121  | Bad Erlach KG: Bad Erlach GrStNr: 454 | |        | 24.04.2018 |
| 1    | Datei hochladen | 1 Blutahorn                                                                  | WB-073  | Gutenstein KG: Gutenstein GrStNr: 457 Standort | |        | 25.02.1969 |
| 0 BW | Datei hochladen | 1 Esche                                                                      | WB-077  | Gutenstein KG: Gutenstein GrStNr: 2056 Standort | |        | 22.11.1972 |
| 1    | Datei hochladen | 1 Schwarzföhre                                                               | WB-072  | Gutenstein KG: Gutenstein GrStNr: 470/1 Standort | Zum Zeitpunkt der Unterschutzstellung 1969 ca. 300 Jahre alte Schwarzföhre im Seitental der Steinapiesting unweit der „Langen Brücke“. |        | 28.01.1969 |
| 1    | Datei hochladen | 2 Linden                                                                     | WB-107  | Gutenstein KG: Gutenstein GrStNr: 601; 605 Standort | Zwei Linden am Etschenberg in Gutenstein, die 250 bzw. 300 Jahre alt sind und eine Höhe von 28 bzw. 26 Metern aufweisen. Als Solitärbäume auf Wiesenflächen weithin sichtbar und daher schützenswert. |        | 09.07.1993 |
| 1    | Datei hochladen | Felsgebilde „Lange Brücke“                                                   | WB-005  | Gutenstein KG: Gutenstein GrStNr: 2137/1 Standort | |        | 17.07.1937 |
| 1    | Datei hochladen | 1 Sommerlinde                                                                | WB-032  | Hochneukirchen-Gschaidt KG: Hochneukirchen GrStNr: 1888/1 Standort | Die Sommerlinde ist ca. 650 Jahre alt und 20 m hoch. Sie hat einen Kronendurchmesser von 16 m, ihr Stammumfang beträgt 5,4 m. |        | 08.05.1938 |
| 1    | Datei hochladen | 2 Eiben                                                                      | WB-045  | Hohe Wand KG: Stollhof GrStNr: 896/5 Standort | Anmerkung: Standortangabe bezieht sich auf die Eibe neben der Zufahrtsstraße zur Engelbertkirche. Die 2. Eibe befindet sich etwa 25 bis 30 Meter südöstlich. |        | 27.01.1953 |
| 1    | Datei hochladen | Felsgruppe aus Quarzit (Hanserlstein)                                        | WB-054  | Hollenthon KG: Hollenthon GrStNr: 1331/15 Standort | |        | 24.07.1953 |
| 1    | Datei hochladen | Türkenhöhle (Quarzithöhle)                                                   | WB-062  | Hollenthon KG: Hollenthon GrStNr: 1365 Standort | Die Türkenhöhle (Katasternummer 2872/8, auch Türkenloch, Zehentwaldhöhle) ist eine 8 m lange Höhle in quarzitischer Breccie. |        | 24.07.1953 |
| 1    | Datei hochladen | 1 Traubeneiche                                                               | WB-098  | Kirchschlag in der Buckligen Welt KG: Ungerbach GrStNr: 508; 509 Standort | |        | 06.07.1989 |
| 1    | Datei hochladen | Sommerlinde                                                                  | WB-023  | Kirchschlag in der Buckligen Welt KG: Ungerbach GrStNr: 988/2 Standort | |        | 28.03.1963 |
| 1    | Datei hochladen | Radigundenstein                                                              | WB-100  | Kirchschlag in der Buckligen Welt KG: Kirchschlag GrStNr: 318/1 Standort | Der Radigundenstein ist ein Felsblock, der sich direkt an der Landesgrenze zum Burgenland befindet. |        | 03.08.1989 |
| 1    | Datei hochladen | Felsformationen und Steinkreis                                               | WB-095  | Krumbach KG: Krumbach GrStNr: 2936; 2937; 2723; 2724 Standort | |        | 06.07.1988 |
| 1    | Datei hochladen | 1 Linde                                                                      | WB-071  | Lichtenegg KG: Lichtenegg GrStNr: 144 Standort | |        | 20.03.1969 |
| 1    | Datei hochladen | Stieleiche                                                                   | WB-117  | Lichtenwörth KG: Lichtenwörth GrStNr: 3473 Standort | Die in den Feldern östlich von Lichtenwörth neben der Löchinger-Kapelle frei stehende Stieleiche mit gleichmäßiger Krone ist eine auffällige Landmarke. |        | 11.08.2000 |
| 0    | Datei hochladen | Baumgruppe 2 Platanen, 2 Eiben                                               | WB-056  | Lichtenwörth KG: Lichtenwörth GrStNr: 3306/41; 3306/42; 3306/43 | |        | 24.03.1987 |
| 1    | Datei hochladen | Schilfbestand und Feuchtwiesen                                               | WB-112  | Markt Piesting KG: Dreistetten GrStNr: 763; 775; 780; 781; 786; 787; 790; 575; 565 Standort | |        | 11.01.1994 |
| 1    | Datei hochladen | Trespenmagerrasen                                                            | WB-104  | Markt Piesting KG: Dreistetten GrStNr: 805/1; 805/2 Standort | |        | 29.05.1992 |
| 1    | Datei hochladen | Feuchtbiotop an der Piesting                                                 | WB-115  | Markt Piesting KG: Piesting GrStNr: 108/1 Standort | |        | 17.12.1998 |
| 1    | Datei hochladen | Henningerwiesen                                                              | WB-105  | Markt Piesting KG: Piesting GrStNr: 449/1; 450; 451; 452/1 Standort | Die Magerwiese ist aufgrund ihrer hohen Pflanzenvielfalt für die nähere und weitere Umgebung von großer Bedeutung. |        | 09.03.1993 |
| 1    | Datei hochladen | 1 Eibe                                                                       | WB-039  | Miesenbach KG: Miesenbach GrStNr: 1124/1 Standort | |        | 30.11.1949 |
| 0 BW | Datei hochladen | 1 Schwarzföhre (Urschlföhre)                                                 | WB-010  | Miesenbach KG: Miesenbach GrStNr: 649/1 Standort | |        |            |
| 1    | Datei hochladen | 1 Stechpalme                                                                 | WB-038  | Miesenbach KG: Miesenbach GrStNr: 1227 Standort | |        | 30.11.1949 |
| 1    | Datei hochladen | 1 Traubeneiche                                                               | WB-075  | Miesenbach KG: Miesenbach GrStNr: 50/6 Standort | |        | 11.04.1969 |
| 0 BW | Datei hochladen | 1 Traubeneiche                                                               | WB-109  | Miesenbach KG: Miesenbach GrStNr: 1320 Standort | |        | 22.06.1995 |
| 0 BW | Datei hochladen | Anmoorige Wiese                                                              | WB-094  | Miesenbach KG: Miesenbach GrStNr: 48/4; 48/5 Standort | |        | 07.10.1987 |
| 0    | Datei hochladen | Felsklippe mit Trockenrasen                                                  | WB-120  | Matzendorf-Hölles KG: Hölles GrStNr: 347 | |        | 12.02.2014 |
| 1    | Datei hochladen | Felsen und Schlucht, Scheuchenstein samt dem darauf befindlichen Baumbestand | WB-040  | Miesenbach KG: Miesenbach GrStNr: 638/1; 706/3; 1125/1 Standort | |        | 21.12.1949 |
| 0 BW | Datei hochladen | Felsgebilde Naturbrücke „Balberstein“                                        | WB-008  | Miesenbach KG: Miesenbach GrStNr: 956/2 Standort | Der Balberstein (Katasternummer vormals 1862/8b, jetzt 1862/8) ist eine 5 m breite und bis zu 2,5 m hohe Naturbrücke mit niedriger Gangfortsetzung und einer sich daraus ergebenden Gesamtlänge von 15 m. |        | 1926       |
| 1    | Datei hochladen | Wasserfall „Tiefenbachfall“                                                  | WB-011  | Miesenbach KG: Miesenbach GrStNr: 132; 378/1 Standort | Der Tiefenbachfall (Katasternummer 1862/99) ist ein rund 10 m hoher Wasserfall eines linken Zubringers zum Miesenbach. Dahinter befindet sich die rund 10 m lange Tiefenbachfallhöhle im Hallstätter Kalk mit Tuffbildungen. |        | 27.03.1929 |
| 0 BW | Datei hochladen | 1 Traubeneiche                                                               | WB-052  | Muggendorf KG: Muggendorf GrStNr: 714 Standort | Anmerkung: Objektvermutung lt. Land NÖ, GstNR sicher falsch – eher 715/2 |        | 24.07.1953 |
| 1    | Datei hochladen | 2 Schwarzföhren (samt Bildstock)                                             | WB-076  | Muggendorf KG: Muggendorf GrStNr: 1411/3 Standort | |        | 25.05.1970 |
| 1    | Datei hochladen | Miralucke (mit Kalksinter u. Lehmgebilde)                                    | WB-035  | Muggendorf KG: Muggendorf GrStNr: 537/15 Standort | → Hauptartikel : Miralucke f1 |        | 07.12.1955 |
| 1    | Datei hochladen | Myrafälle samt unmittelbarer Umgebungsbereich                                | WB-101  | Muggendorf KG: Muggendorf GrStNr: 1526; 148/4; 147/1; 269/2; 269/19; 269/20; 147/8; .35; .37; 148/2; 1500/2; .34 Standort | → Hauptartikel : Myrafälle f1 |        | 18.06.1990 |
| 1    | Datei hochladen | Steinwandklamm mit Türkenloch                                                | BN-003  | Muggendorf KG: Muggendorf GrStNr: 731/1; 895/1; 897/3 Standort | Anmerkung: Das Naturdenkmal befindet sich auch in der Katastralgemeinde Furth in der Gemeinde Furth an der Triesting im Bezirk Baden. |        | 27.10.1997 |
| 1    | Datei hochladen | Tropfsteinhöhle „Einhornhöhle“                                               | WB-027  | Muggendorf KG: Muggendorf GrStNr: 979/1; 979/2 Standort | In der 1927 entdeckten Höhle befinden sich außer Tropfsteingebilden auch Zähne und Knochen von Höhlenbären sowie Reste urzeitlicher Lebewesen. 1930 und 1964 wurde die Höhle ausgebaut, um Führungen zu ermöglichen. |        | 09.09.1942 |
| 0 BW | Datei hochladen | 1 Eibe                                                                       | WB-014  | Pernitz KG: Feichtenbach GrStNr: 112 Standort | Anmerkung: Objektvermutung lt. Land NÖ |        |            |
| 1    | Datei hochladen | "Luckerter Stein" Kalksteinbrüche (Felsgebilde)                              | WB-079  | Pernitz KG: Pernitz GrStNr: 225/1 Standort | Der Luckerte Stein (Katasternummer 1869/29, auch Luckerte Wand) ist eine 10 m breite und bis zu 3 m hohe Naturbrücke. |        | 12.07.1973 |
| 0 BW | Datei hochladen | Grottenquelle „Wasserspeier“                                                 | WB-064  | Rohr im Gebirge KG: Rohr im Gebirge GrStNr: 196/1 Standort | Anmerkung: Objektvermutung lt. Land NÖ |        | 10.07.1959 |
| 0 BW | Datei hochladen | Sollenauer Feuchtwiesen                                                      | WB-103  | Sollenau KG: Sollenau GrStNr: 287/1; 287/2; 287/3; 288/1; 288/2; 288/3; 289; 291; 292; 293; 294; 295; 381/1; 381/2; 381/3; 381/4; 381/5; 385; 386; 387; 388/2; 390; 391; 392; 393; 394; 395; 396; 397; 398; 399; 400; 401; 402; 403; 404; 405; 406; 407; 408; 409; 410; 411; 412; 413; 414; 415; 416; 417; 430/1; 431; 448; 422/2; 1182/1 Standort                                                                                           | |        | 06.08.1991 |
| 1    | Datei hochladen | 2 Winterlinden                                                               | WB-110  | Waidmannsfeld KG: Waidmannsfeld GrStNr: 848; 649/4 Standort | |        | 05.02.1996 |
| 0 BW | Datei hochladen | 1 Eibe                                                                       | WB-037  | Waldegg KG: Dürnbach GrStNr: 242 Standort | Anmerkung: Objektvermutung lt. Land NÖ, grundstücksgenau |        | 26.08.1947 |
| 1    | Datei hochladen | Kalksinterrinne mit Quelle                                                   | WB-046  | Waldegg KG: Waldegg GrStNr: 133/1; 133/2 Standort | |        | 20.12.1952 |
| 1    | Datei hochladen | 1 Blutbuche                                                                  | WB-091  | Walpersbach KG: Schleinz GrStNr: 68/1 Standort | |        | 29.03.1984 |
| 1    | Datei hochladen | 1 Schirmföhre                                                                | WB-084  | Weikersdorf am Steinfelde KG: Weikersdorf GrStNr: 569 Standort | |        | 27.06.1961 |
| 1    | Datei hochladen | 2 Linden                                                                     | WB-108  | Wiesmath KG: Wiesmath GrStNr: 106/2 Standort | |        | 20.09.1993 |
| 1    | Datei hochladen | Felsblock (Teufelsstein)                                                     | WB-055  | Wiesmath KG: Wiesmath GrStNr: 897/1 Standort | Der Sage nach holte der Teufel nach einer Verwünschung ein Kind und ließ stattdessen einen gewaltigen Felsen zurück. |        | 15.12.1953 |
| 1    | Datei hochladen | 1 Schwarzkiefer                                                              | WB-049  | Winzendorf-Muthmannsdorf KG: Muthmannsdorf GrStNr: 856/2 Standort | Anmerkung: GstNr falsch, richtig ist GstNr 856/1 |        | 13.01.1953 |
| 1    | Datei hochladen | 1 Schwarzföhre (Parapluibaum)                                                | WB-020  | Winzendorf-Muthmannsdorf KG: Winzendorf GrStNr: 575/2 Standort | Anmerkung: Objektvermutung lt. Land NÖ, grundstücksgenau |        |            |
| 1    | Datei hochladen | 1 Speierling                                                                 | WB-106  | Winzendorf-Muthmannsdorf KG: Winzendorf GrStNr: 709/2 Standort | Der Speierling ist aufgrund der Seltenheit und Dominanz der umgebenden Landschaft unter Schutz gestellt worden.Anmerkung: GstNr falsch – vermutlich GstNr 708 |        | 07.06.1993 |
| 0    | Datei hochladen | 2 Platanen                                                                   | WB-067  | Wöllersdorf-Steinabrückl KG: Steinabrückl GrStNr: 103/1; 103/12 | |        | 18.07.1969 |
| 1    | Datei hochladen | Feuchtbiotop an der Piesting                                                 | WB-115  | Wöllersdorf-Steinabrückl KG: Wöllersdorf GrStNr: 873/2; 878/1; 878/3; 879/1; 879/4; 880/1; 881/1; 883; 884; 885; 886; 887; 888; 889; 890; 891; 892; 893; 894; 895; 896; 897/1; 897/2; 898; 899; 900; 901; 902; 903; 904; 905; 906; 915; 916; 917/2; 918; 920; 921; 922; 923; 924; 925/2; 926; 927; 928; 929/1; 929/2; 930; 931; 932; 933; 934; 935; 936; 937/1; 938/1; 942; 943; 944/1; 944/2; 945/2; 946; 947; 948; 949; 950; 1875 Standort | |        | 17.12.1998 |
| 1    | Datei hochladen | Felsgebilde „Teufelsmühle“ (pontischer Piestingschotter)                     | WB-022  | Wöllersdorf-Steinabrückl KG: Wöllersdorf GrStNr: 1172/154 Standort | |        |            |
| 1    | Datei hochladen | Naturbrücke „Steinerner Stadl“                                               | WB-061  | Wöllersdorf-Steinabrückl KG: Wöllersdorf GrStNr: 1161 Standort | Der Steinerne Stadl (Katasternummer 1864/18) ist eine weit ausladende Naturbrücke im Wettersteinkalk mit einer Breite von 18 m und einer Höhe von 1 bis 2 m. Die Gesamtlänge beträgt 15 m. Bei der Brücke handelt es sich um den Rest eines eingestürzten Höhlenraums. Prähistorische Funde aus dem Neolithikum bis zur Hallstattzeit. |        | 28.09.1957 |
| 0    | Datei hochladen | 1 Schwarzföhre                                                               | WB-057  | Wöllersdorf-Steinabrückl KG: Wöllersdorf GrStNr: 1041 | |        | 21.04.1954 |

## Ehemalige Naturdenkmäler
| Foto |                 | Name                          | ID     | Standort                                                        | Beschreibung                       | Fläche | Datum      |
| ---- | --------------- | ----------------------------- | ------ | --------------------------------------------------------------- | ---------------------------------- | ------ | ---------- |
| 0    | Datei hochladen | 1 Schwarzkiefer               | WB-092 | Bad Fischau-Brunn KG: Bad Fischau GrStNr: 434/288               |                                    |        | 03.11.1986 |
| 1    | Datei hochladen | Winterlinde                   | WB-114 | Lanzenkirchen KG: Kleinwolkersdorf GrStNr: 366/37 Standort      | Die Linde wurde 2017 gefällt.      |        | 20.12.1999 |
| 0    | Datei hochladen | 2 Platanen, 2 Eiben           | WB-056 | Lichtenwörth KG: Lichtenwörth GrStNr: 3306/42; 3306/41          |                                    |        | 25.10.1954 |
| 0    | Datei hochladen | 1 Linde, 1 Eiche              | WB-063 | Miesenbach KG: Miesenbach GrStNr: 24/1                          |                                    |        | 05.08.1958 |
| 0    | Datei hochladen | 1 Platane, 2 Eiben            | WB-047 | Sollenau KG: Sollenau GrStNr: 969/4; 969/1                      |                                    |        | 14.11.1952 |
| 0    | Datei hochladen | 2 Platanen                    | WB-067 | Wöllersdorf-Steinabrückl KG: Steinabrückl GrStNr: 103/1; 103/12 |                                    |        | 30.10.1964 |
| 0    | Datei hochladen | 1 Schwarzföhre                | WB-041 | Wöllersdorf-Steinabrückl KG: Wöllersdorf GrStNr: 1007/3         |                                    |        | 24.06.1987 |
| 0    | Datei hochladen | 1 Schwarzföhre                | WB-057 | Wöllersdorf-Steinabrückl KG: Wöllersdorf GrStNr: 1041           |                                    |        | 21.04.1954 |
| 1    | Datei hochladen | Steinwandklamm mit Türkenloch | WB-026 | Muggendorf KG: Muggendorf GrStNr: 731/1 Standort                | → Hauptartikel : Steinwandklamm f1 |        | 03.11.1997 |
| 0 BW | Datei hochladen | 1 Winterlinde                 | WB-113 | Schwarzenbach KG: Schwarzenbach GrStNr: 1686 Standort           |                                    |        | 17.01.2000 |

| Foto:                    | Fotografie des Naturdenkmals. Klicken des Fotos erzeugt eine vergrößerte Ansicht. Daneben finden sich zwei Symbole: \| Weitere Bilder vorhanden \| Das Symbol bedeutet, dass weitere Fotos des Objekts verfügbar sind. Durch Klicken des Symbols werden sie angezeigt. \| \| Eigenes Foto hochladen \| Durch Klicken des Symbols können weitere Fotos des Objekts in das Medienarchiv Wikimedia Commons hochgeladen werden. \| |
| Name:                    | Bezeichnung des Naturdenkmals laut offiziellen Quellen |
| ID                       | Identifikator |
| Standort:                | Es ist die Gemeinde und falls vorhanden die Adresse angegeben. Darunter sind die Katastralgemeinde (KG) und die Grundstücksnummer angeführt. Durch Aufruf des Links Standort wird die Lage des Denkmals in verschiedenen Kartenprojekten angezeigt. |
| Beschreibung             | Kurze Beschreibung des Naturdenkmals |
| Fläche                   | Fläche des Naturdenkmals in Hektar (ha) |
| Datum                    | Datum oder Jahr der Unterschutzstellung |
| Weitere Bilder vorhanden | Das Symbol bedeutet, dass weitere Fotos des Objekts verfügbar sind. Durch Klicken des Symbols werden sie angezeigt. |
| Eigenes Foto hochladen   | Durch Klicken des Symbols können weitere Fotos des Objekts in das Medienarchiv Wikimedia Commons hochgeladen werden. |